# جورج ستايسي
جورج ستايسي (بالإنجليزية: George Stacey)‏ (1887 في المملكة المتحدة - 1972 في المملكة المتحدة) هو لاعب كرة قدم بريطاني (وحمل سابقاً جنسية المملكة المتحدة لبريطانيا العظمى وأيرلندا) في مركز الدفاع. لعب مع شيفيلد وينزداي ومانشستر يونايتد ونادي بارنسلي وRotherham County F.C. ‏.

## وصلات خارجية
- جورج ستايسي على موقع عالم كرة القدم.نت (الإنجليزية)